# Bernardino de Gianotis
Bernardino Zanobi de Gianotis (zwany Romanus; zm. 1541, Wilno) – włoski rzeźbiarz i architekt działający w Królestwie Polskim oraz Wielkim Księstwie Litewskim. Znany jest przede wszystkim z rzeźbiarskich dzieł, głównie nagrobków polskich i litewskich władców oraz magnatów. Jego najważniejszymi dokonaniami architektonicznymi są rekonstrukcje katedr w Płocku (1531–34) i Wilnie (1534–41) po pożarach.

## Życiorys

### Wczesne życie i praca
Choć nazywany "Romanus", prawdopodobnie pochodził z Florencji, gdyż czasami określano go jako "Florentinus", a jego brat był znany jako Jan z Florencji. Przydomek ten mógł wynikać z długiego pobytu w Rzymie i odebrania tam edukacji. Przybył do Polski w 1517 roku.

### Kraków (ok. 1524–1537)
Od 1524 roku pracował w Polsce jako członek warsztatu Bartolomea Berrecciego, uczestnicząc w budowie Kaplicy Zygmuntowskiej na Wawelu. Wcześniej, od 1519 roku, mógł współpracować z Giovanni Cinim ze Sieny przy budowie baldachimu nagrobka króla Władysława Jagiełły. Wraz z Cinim wykonał także tzw. ołtarz zatorski w Kaplicy Królowej Zofii w katedrze wawelskiej. Na zamówienie księżnej Anny Mazowieckiej stworzył nagrobek książąt mazowieckich Stanisława i Janusza III w kolegiacie św. Jana w Warszawie (1526–1528).
W 1529 roku opuścił warsztat Berrecciego i prawdopodobnie podjął się budowy kaplicy nagrobnej biskupa Piotra Tomickiego na Wawelu. W późniejszych latach współpracował z Giovanni Cinim i Filippo da Fiesole, z którymi założył warsztat w Krakowie. W grudniu 1531 roku podpisał kontrakt z biskupem Andrzejem Krzyckim na odbudowę katedry w Płocku (1532–1534), która stała się pierwszym renesansowym kościołem w Polsce.
W 1534 roku Gianotis i jego wspólnicy założyli cegielnię w Przegorzałach. 22 lipca 1534 roku podpisał umowę z biskupem Janem z Książąt Litewskich na odbudowę katedry wileńskiej w l. 1536-40, zniszczonej w pożarze w lipcu 1530 roku. Na początku 1535 roku warsztat podjął się przebudowy kamienicy kanonika Andrzeja Zebrzydowskiego, późniejszego biskupa krakowskiego. Prace trwały do połowy roku. 30 lipca 1535 roku de Gianotis podpisał kontrakt z księdzem Maciejem z Jeżowa na wykonanie dwóch nagrobków dla podczaszego Stanisława Lasockiego i jego ojca oraz chrzcielnicy w kościele parafialnym w Brzezinach.
W tym samym czasie de Gianotis wykonał nowy nagrobek na zlecenie królowej Bony Sforzy dla wielkiego księcia Witolda (zm. 1430), który miał zostać umieszczony w nowej katedrze. Niestety, nagrobek nie zachował się do naszych czasów. Prawdopodobnie był w podobnym stylu do innych prac de Gianotisa, w szczególności nagrobka Olbrachta Gasztołda. Nagrobek został wykonany w Krakowie i przybył do Wilna w 1535 roku. Prawdopodobnie został ustawiony po 1573 roku przez biskupa Waleriana Protasewicza.

### Wilno (1537–1541)
Od 1537 roku prawdopodobnie przebywał na stałe w Wilnie, pracując nad budową pałacu królewskiego w Dolnym Zamku. W 1540 roku zmarł Filippo da Fiesole, a rok później sam Gianotis, co doprowadziło do rozpadu ich warsztatu. Pozostawił dwoje małoletnich dzieci, Jana i Annę.